# Рудник Macraes
Рудник Macraes — гірничодобувне підприємство на Південному острові Нової Зеландії.

## Історичні копальні
У 1862-му в районі Macraes виявили алювіальне золото, а в 1875-му відкрили перше корінне рудне тіло. Як наслідок, виник цілий ряд копалень, зокрема, компанія Golden Point Mining організувала розробку виявленого в 1889 році рудного тіла Голден-Пойнт. Згодом копальня двічі змінювала власників та діяла до 1930 року, вилучивши в сукупності 0,5 тонни золота, а також 800 тонн шеєліту — мінералу вольфраму. Останній отримували на збагачувальному обладнанні, яке спершу належало компанії Maritana Company та використовувалось у видобутку золота, проте через погані результати було зупинене в 1906-му, а в 1911-му переміщене та залучене до розробки вольфрамових покладів.
Частину обладнання Maritana Company викупили та почали використовувати у 1912-му брати Каллері (Callery), які розробляли виявлене неподалік від Голден-Пойнт золоторудне тіло Раунд-Хілл та вели діяльність до кінця 1920-х. У 1932-му сформували Round Hill Mining Company, що починаючи з 1939-го зосередилась на видобутку шеєліту, попит на який стрімко зріс під час Другої світової війни (тоді як ціни на золото впали). Втім, обсяги цих операцій були невеликі.
Окрім зазначених вище, діяли копальні «Coronation», «Deepdell», «Innes», «Mills» та інші.

## Сучасна копальня
У 1990 році видобуток у регіоні відновила через рудник Macraes компанія Macraes Mining. Після злиття в 1998-му з австралійською Gold and Resources Development вона перетворилась на GRD Macraes, а у 2003-му на основі останньої створили OceanaGold.
Цього разу провідну роль при розробці відграє відритий спосіб, що призвів до виникнення ланцюжка кар'єрів, який простягнувся з півночі на південь не менш ніж на десяток кілометрів — «Coronation North», «Coronation», «Deepdell North», «Deepdell South», «Golden Point/ Round Hill», «Frasers» (цілий ряд з них були закладені на місці старих копалень). Також відомо про існування кар'єру «Innes Mills». У 2008-му додали підземний видобуток, що станом на початок 2020-х забезпечував біля чверті продукції копальні.
Первісно рудник Macraes мав фабрику з вилучення золота річною потужністю 1,5 млн тонн руди, яка з плином часу внаслідок модернізації була доведена до 5,9 млн тонн на рік. Крім того, удосконалення технології дозволило збільшити рівень вилучення золота в середньому на 15 % та довести цей показник до рівня від 83 % до 86 %. Також можливо відзначити, що в 2007—2016 роках фабрику з вилучення золота приймала на переробку концентрат з рудника Глоуб-Прогресс (його власником також була OceanaGold).
З 1990-го і по кінець червня 2020-го рудник видав близько 155 тонн золота, при цьому в 2019-му видобуток становив 5,4 тонни. Водночас прогнозний видобуток на 2020—2028 роки оцінювався у 42 млн тонн руди, з якої розраховували отримати 42 тонни золота (при цьому 2025 рік міг стати останнім для підземного способу розробки). У випадку підтвердження ресурсів, розмір яких перевищує 60 тонн, строк служби копальні може бути подовжений.